# Champagne (Ardèche)
Pour les articles homonymes, voir Champagne.
Champagne est une commune française, située dans le département de l'Ardèche en région Auvergne-Rhône-Alpes.
Ses habitants sont appelés les Champenois.

## Géographie

### Situation et description
Sur la rive droite du Rhône, la commune de Champagne occupe une surface relativement restreinte de 4,10 km2. Les trois quarts de son territoire se situent sur la plaine alluviale du Rhône, qui offre un bon terrain pour les cultures. Le reste est un coteau boisé sous le plateau de Bogy. L'habitat s'est étalé en village de part et d'autre de l'ancienne route royale, devenue ensuite la route nationale 86 élargie en 1848, et aujourd'hui route départementale. Une autre partie du village s'est développée vers l'ancien « port » du Rhône.

### Climat
Pour des articles plus généraux, voir Climat d'Auvergne-Rhône-Alpes et Climat de l'Ardèche.
En 2010, le climat de la commune est de type climat du Bassin du Sud-Ouest, selon une étude du CNRS s'appuyant sur une série de données couvrant la période 1971-2000. En 2020, Météo-France publie une typologie des climats de la France métropolitaine dans laquelle la commune est dans une zone de transition entre le climat de montagne et le climat méditerranéen et est dans la région climatique Moyenne vallée du Rhône, caractérisée par un bon ensoleillement en été (fraction d’insolation > 60 %), une forte amplitude thermique annuelle (4 à 20 °C), un air sec en toutes saisons, orageux en été, des vents forts (mistral), une pluviométrie élevée en automne (250 à 300 mm).
Pour la période 1971-2000, la température annuelle moyenne est de 12,4 °C, avec une amplitude thermique annuelle de 17,7 °C. Le cumul annuel moyen de précipitations est de 772 mm, avec 7,5 jours de précipitations en janvier et 5,7 jours en juillet. Pour la période 1991-2020, la température moyenne annuelle observée sur la station météorologique de Météo-France la plus proche, « Saint-Désirat Sa », sur la commune de Saint-Désirat à 2 km à vol d'oiseau, est de 13,3 °C et le cumul annuel moyen de précipitations est de 698,4 mm,. Pour l'avenir, les paramètres climatiques de la commune estimés pour 2050 selon différents scénarios d'émission de gaz à effet de serre sont consultables sur un site dédié publié par Météo-France en novembre 2022.

### Hydrographie
Le territoire communal borde le Rhône sur sa rive droite.

### Voies de communication
La commune est traversée dans sa partie Est par la route départementale 86 (ancienne route nationale 86) et par la voie ferrée de la rive droite du Rhône ouverte en 1880 et fermée au trafic voyageur en 1973. Une autre voie ferrée a fonctionné entre 1869 et 1987 : la ligne de Saint-Rambert-d'Albon à Annonay, avec un tracé situé à mi-pente de la côte exposée au sud-est.

## Urbanisme

### Typologie
Au 1er janvier 2024, Champagne est catégorisée petite ville, selon la nouvelle grille communale de densité à 7 niveaux définie par l'Insee en 2022.
Elle est située hors unité urbaine. Par ailleurs la commune fait partie de l'aire d'attraction de Roussillon, dont elle est une commune du pôle principal,. Cette aire, qui regroupe 27 communes, est catégorisée dans les aires de 50 000 à moins de 200 000 habitants,.

### Occupation des sols
L'occupation des sols de la commune, telle qu'elle ressort de la base de données européenne d’occupation biophysique des sols Corine Land Cover (CLC), est marquée par l'importance des territoires agricoles (54,6 % en 2018), en diminution par rapport à 1990 (60,2 %). La répartition détaillée en 2018 est la suivante : 
cultures permanentes (35 %), zones agricoles hétérogènes (19,6 %), milieux à végétation arbustive et/ou herbacée (14,5 %), forêts (11,6 %), zones urbanisées (8,5 %), eaux continentales (4,9 %), mines, décharges et chantiers (4,5 %), zones industrielles ou commerciales et réseaux de communication (1,4 %).
L'évolution de l’occupation des sols de la commune et de ses infrastructures peut être observée sur les différentes représentations cartographiques du territoire : la carte de Cassini (XVIIIe siècle), la carte d'état-major (1820-1866) et les cartes ou photos aériennes de l'IGN pour la période actuelle (1950 à aujourd'hui).

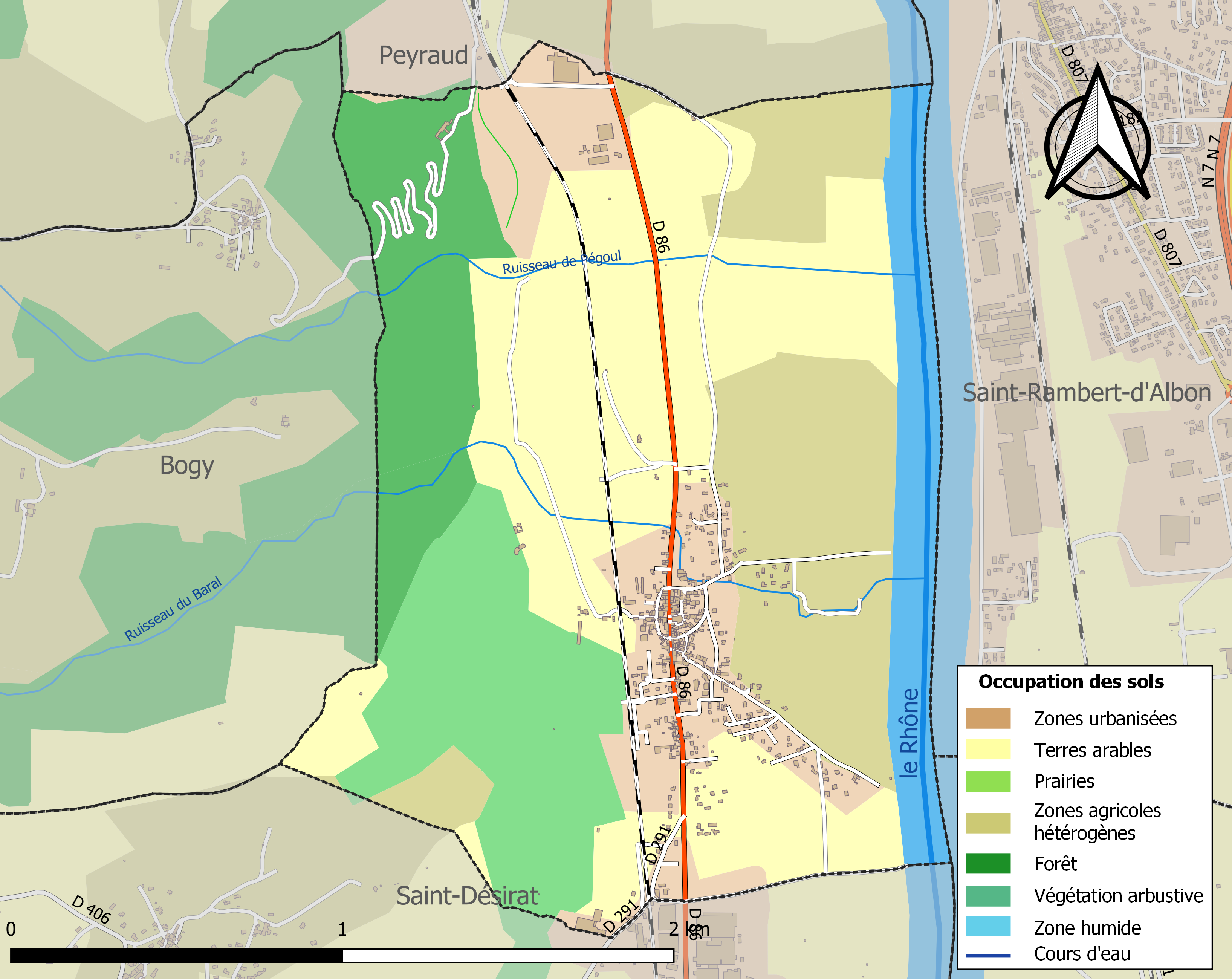
Carte des infrastructures et de l'occupation des sols de la commune en 2018 (CLC).

## Histoire

### Antiquité
Dès l'Antiquité, une voie traversait le territoire du nord au sud. Dès 145, la voie romaine d'Antonin longeait la rive droite du Rhône depuis Vienne jusqu'à Alba.
La présence gallo-romaine est attestée par des matériaux d'époque retrouvés en divers endroits : réemploi de pierres dans l'église ou dans ses alentours, fragments d'inscriptions latines, fragments de poteries et de céramiques dans les quartiers de Champaillet et Champ La Roche. Les vestiges les plus importants ont été trouvés au nord du village, entre le chemin de Poulet et le quartier de la Sarrazinière : bassins de décantation, surfaces bétonnées, dispersion de tuiles et de céramiques.

### Moyen Âge
À partir du XIe siècle, Champagne a été un des rares territoires de la rive droite du Rhône à appartenir au Dauphiné et aux comtes d'Albon. Il l'est resté jusqu'en 1790.
La paroisse dépendait de l'archevêché de Vienne. Une tradition rapporte qu'au IXe ou au Xe siècle un prieuré aurait été installé à Champagne. Il se serait agi de chanoines de Saint-Augustin dépendant de l'abbaye de Saint-Barnard de Romans, remplacés, à partir du XIIe siècle par des bénédictins de Saint-Chef (nord Isère). C'est de cette époque que date l'église actuelle, et donc de la grande époque des églises romanes. Elle a été peu modifiée par la suite et reste un excellent exemple de l'architecture de l'époque.
À partir de 1319, les possessions de l'abbaye de Saint-Chef sont passées sous la dépendance directe de l'église de Vienne. En 1328, le prieuré de Champagne a été supprimé. En 1361, l'église a été confiée à l'ordre des célestins de Colombier le Cardinal, et elle restée ainsi jusqu'en 1773. Aujourd'hui, l'église fait partie de la paroisse Sainte-Croix du Rhône et elle est desservie par les prêtres de l'abbaye Saint-Pierre-de-Champagne,.

## Politique et administration

### Liste des maires
| Période                                  | Période                   | Identité               | Étiquette | Qualité       |
| ---------------------------------------- | ------------------------- | ---------------------- | --------- | ------------- |
| Les données manquantes sont à compléter. |                           |                        |           |               |
| avant 1988                               | ?                         | Jean Cheynet           |           |               |
| mars 2001                                | En cours (au 6 août 2020) | Philippe Delaplacette, | SE        | Fonctionnaire |

## Population et société

### Démographie
L'évolution du nombre d'habitants est connue à travers les recensements de la population effectués dans la commune depuis 1793. Pour les communes de moins de 10 000 habitants, une enquête de recensement portant sur toute la population est réalisée tous les cinq ans, les populations de référence des années intermédiaires étant quant à elles estimées par interpolation ou extrapolation. Pour la commune, le premier recensement exhaustif entrant dans le cadre du nouveau dispositif a été réalisé en 2008.

En 2022, la commune comptait 621 habitants, en évolution de +1,31 % par rapport à 2016 (Ardèche : +2,48 %, France hors Mayotte : +2,11 %).
| 1793 | 1800 | 1806 | 1821 | 1831 | 1836 | 1841 | 1846 | 1851 |
| ---- | ---- | ---- | ---- | ---- | ---- | ---- | ---- | ---- |
| 552  | 440  | 448  | 521  | 524  | 502  | 501  | 558  | 543  |

| 1856 | 1861 | 1866 | 1872 | 1876 | 1881 | 1886 | 1891 | 1896 |
| ---- | ---- | ---- | ---- | ---- | ---- | ---- | ---- | ---- |
| 528  | 530  | 501  | 468  | 507  | 417  | 405  | 407  | 402  |

| 1901 | 1906 | 1911 | 1921 | 1926 | 1931 | 1936 | 1946 | 1954 |
| ---- | ---- | ---- | ---- | ---- | ---- | ---- | ---- | ---- |
| 347  | 335  | 327  | 291  | 304  | 361  | 293  | 293  | 287  |

| 1962 | 1968 | 1975 | 1982 | 1990 | 1999 | 2006 | 2008 | 2013 |
| ---- | ---- | ---- | ---- | ---- | ---- | ---- | ---- | ---- |
| 287  | 294  | 320  | 345  | 406  | 488  | 560  | 589  | 621  |

| 2018 | 2022 | - | - | - | - | - | - | - |
| ---- | ---- | - | - | - | - | - | - | - |
| 583  | 621  | - | - | - | - | - | - | - |

### Enseignement
La commune qui est rattachée à l'académie de Grenoble est équipée d'une école publique trois classes.

### Associations
En 2015, la commune voyait opérer une dizaine d'associations sur son territoire.
Comité des Fêtes, Sou des Écoles, Ainés Ruraux, ACCA, Foot ASCSD Champagne Saint-Désirat, Boules ABCSD Champagne Saint-Désirat, Basket avec Andance et Andancette, Familles Rurales Les villages du Châtelet (12 activités, centre de loisirs, crèche, club ados et périscolaire).

### Communauté de l'abbaye Saint-Pierre

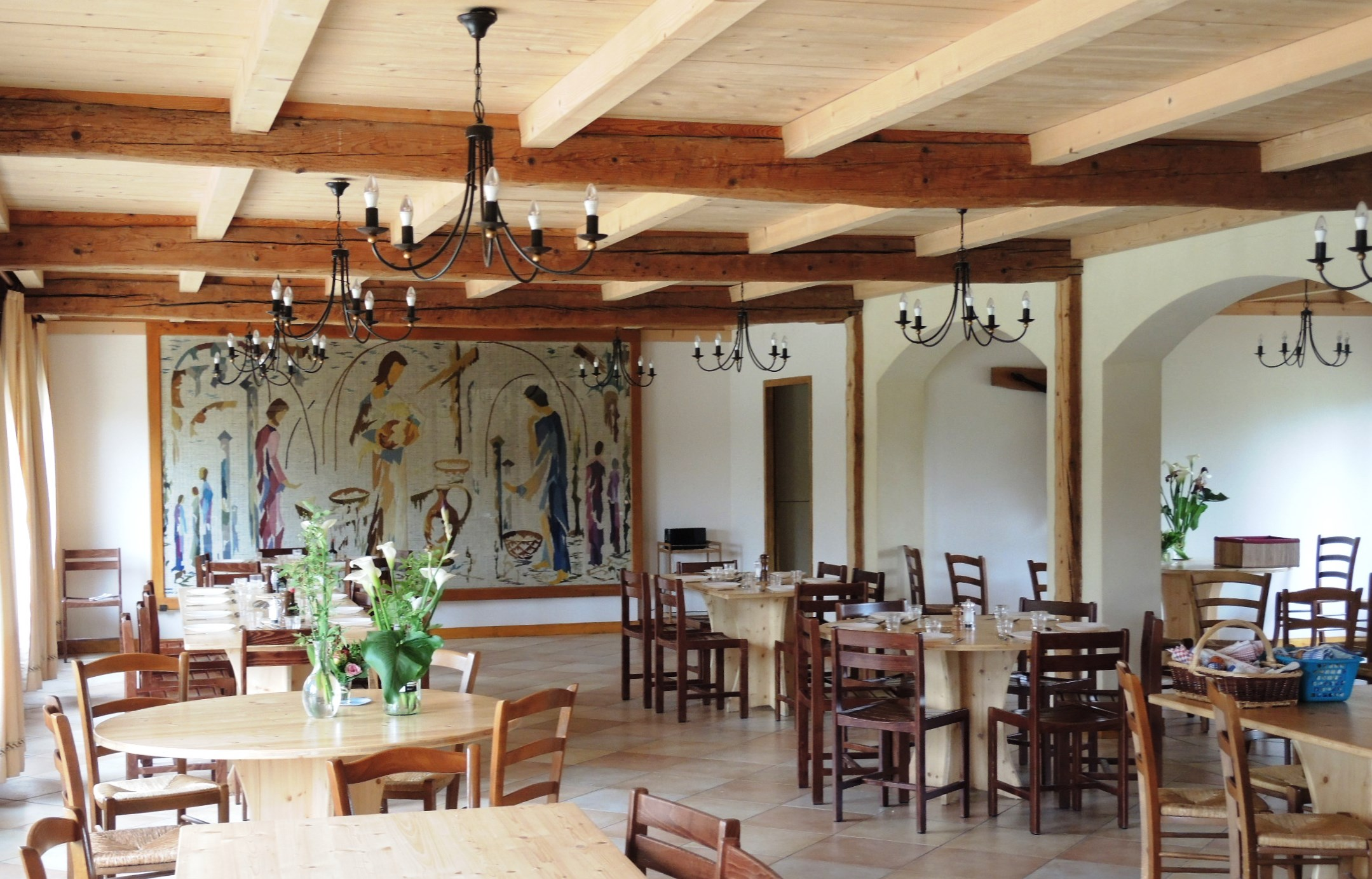
Un réfectoire lumineux.

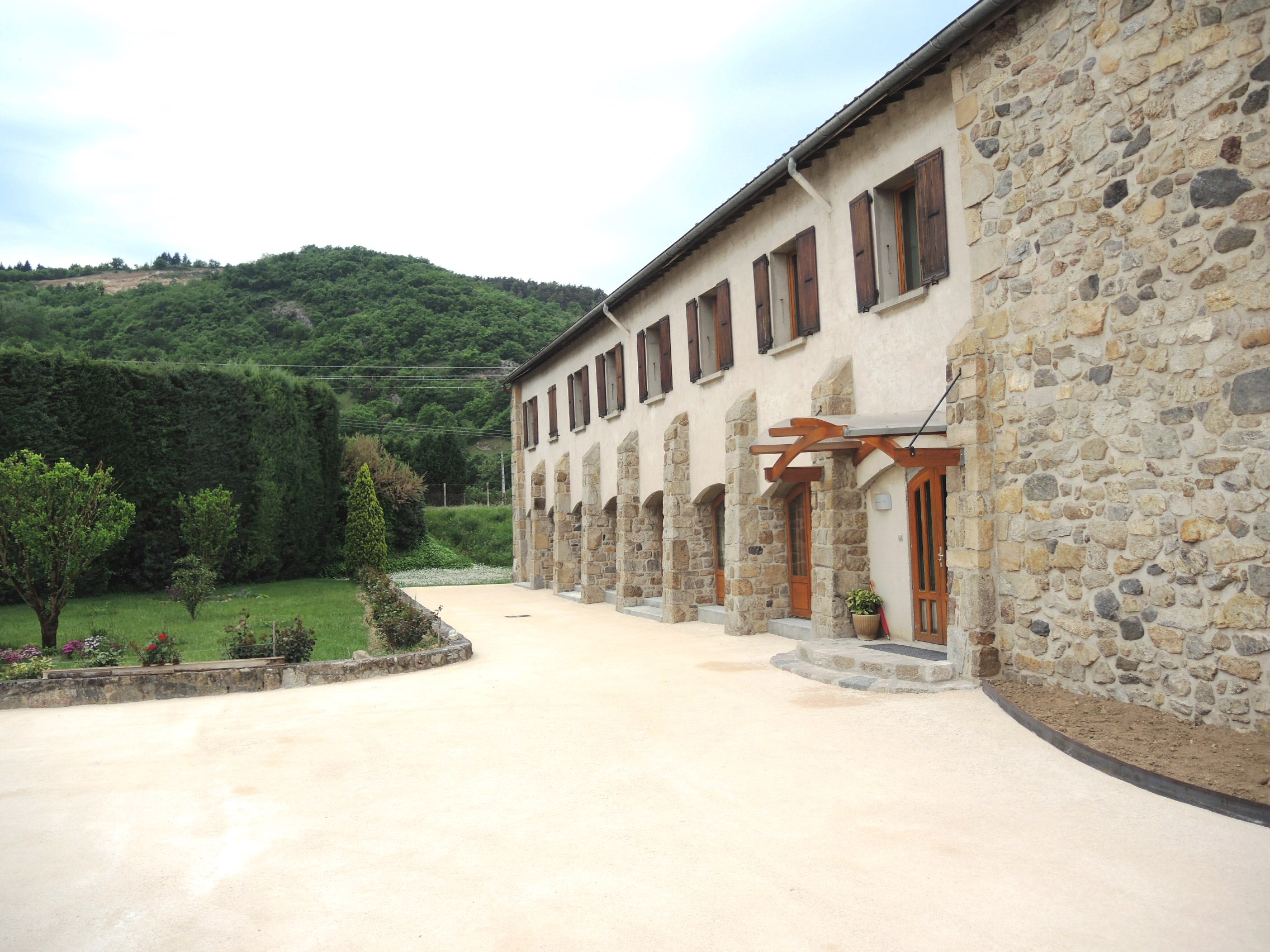
L'abbaye a été construite par la congrégation de Saint-Victor à partir de 1968.

L'abbaye Saint-Pierre de Champagne a été fondée en 1968 par trois religieux suisses membres des chanoines réguliers de saint Augustin. Elle a permis de créer en 1992, au sein du même ordre augustinien, la congrégation des chanoines réguliers de Saint-Victor. Champagne est la « maison-mère » des trois prieurés qui ont été fondés ensuite, deux en France et un en Tanzanie. La communauté rassemble aujourd'hui 65 membres (prêtres ou frères), dont une vingtaine résident à Champagne. Les bâtiments, construits par les religieux, offrent un équilibre harmonieux entre matériaux naturels et lignes modernes.
La journée des religieux est rythmée par quatre temps de prière. Les chanoines assurent également les offices et les animations de la paroisse Sainte-Croix du Rhône, qui s'étend sur treize communes. Ils proposent aussi l'accueil de personnes et de groupes, des conférences et des enseignements, la formation de religieux venant d'Afrique et du Viêt-Nam. En parallèle, à la maison du Petit Pré, une communauté de chanoinesses de Saint-Victor se consacre à la formation de jeunes religieuses tanzaniennes,.

### Médias
Deux journaux sont distribués dans les réseaux de presse desservant la commune :
- L'Hebdo de l'Ardèche est un journal hebdomadaire français basé à Valence. Il couvre l'actualité de tout le département de l'Ardèche.
- Le Dauphiné libéré est un journal quotidien de la presse écrite française régionale distribué dans la plupart des départements de l'ancienne région Rhône-Alpes, notamment l'Ardèche. La commune est située dans la zone d'édition d'Annonay.

### Cultes
L'église (propriété de la commune) et la communauté catholique de Champagne sont rattachées à la paroisse Sainte Croix du Rhône. le presbytère est situé sur territoire de la commune et dépend du diocèse de Viviers.

## Économie

### Industrie

#### Les laboratoires Aguettant

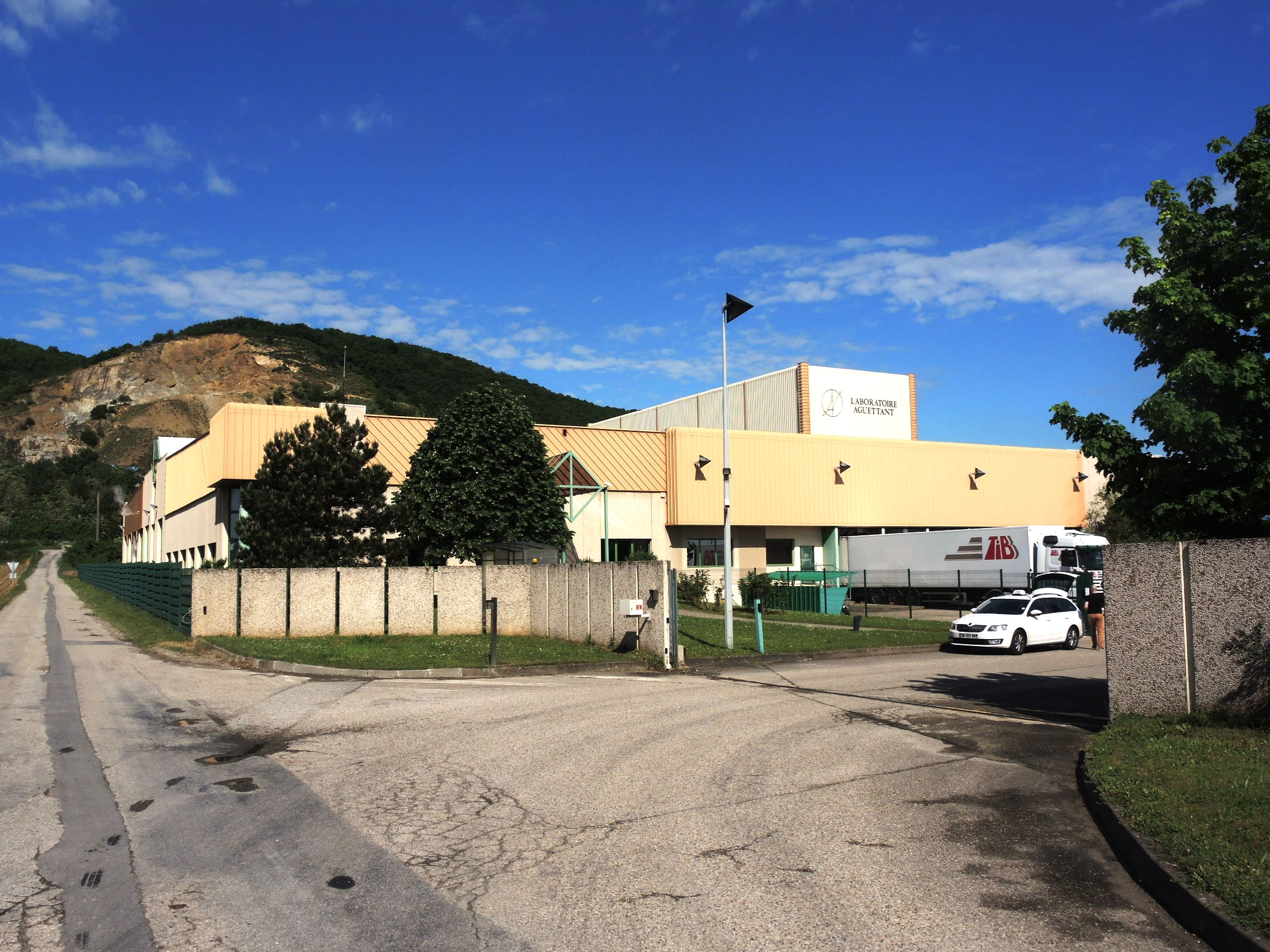
Laboratoires Aguettant.

La société a été créée en 1880 à Lyon et développée ensuite par la famille Aguettant. La société s'est peu à peu spécialisée dans les produits injectables. Sa production s'est industrialisée dans les années 1950 avec un premier site à Lyon en 1959, puis un deuxième à Champagne en 1988 pour les produits conditionnés sous plastique. Les laboratoires Aguettant font partie des leaders internationaux dans plusieurs domaines thérapeutiques, avec une commercialisation de leurs produits dans 60 pays. Ils emploient 500 salariés en France et dans les filiales étrangères, dont une centaine à Champagne, où la société continue d'investir en recherche et en techniques de production pour garantir sa compétitivité. Sur la même zone d'activités se trouvent la menuiserie Roux, avec une quarantaine d'employés et la fabrique de matériels industriels Prodimeca, avec une vingtaine de postes.

### Agriculture

#### Spécialités viticoles
- Vins AOC « Côtes du Rhône  » et « Saint-joseph ».

## Culture locale et patrimoine

### Lieux et monuments

#### L’église Saint-Pierre

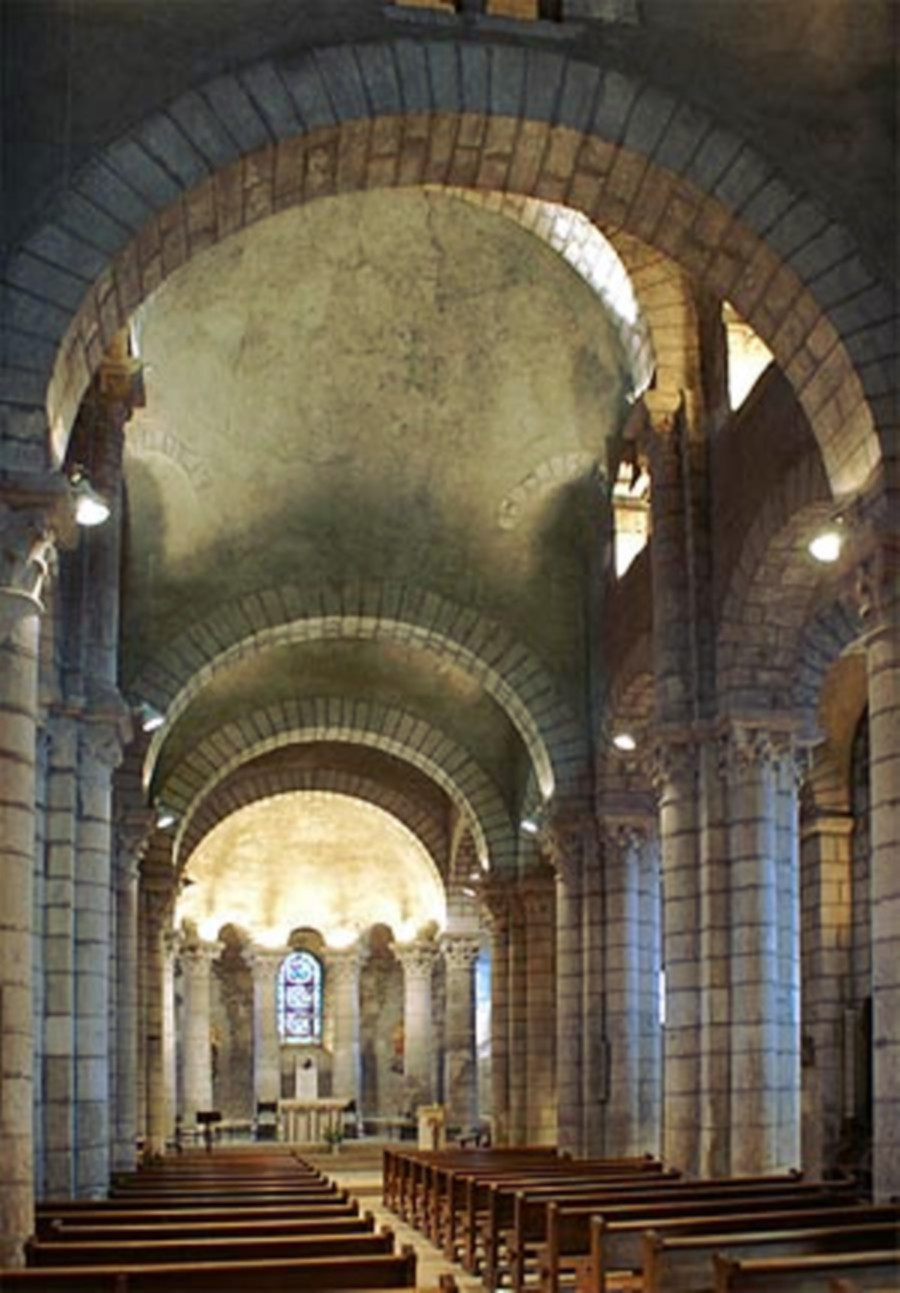
Intérieur de l'église.

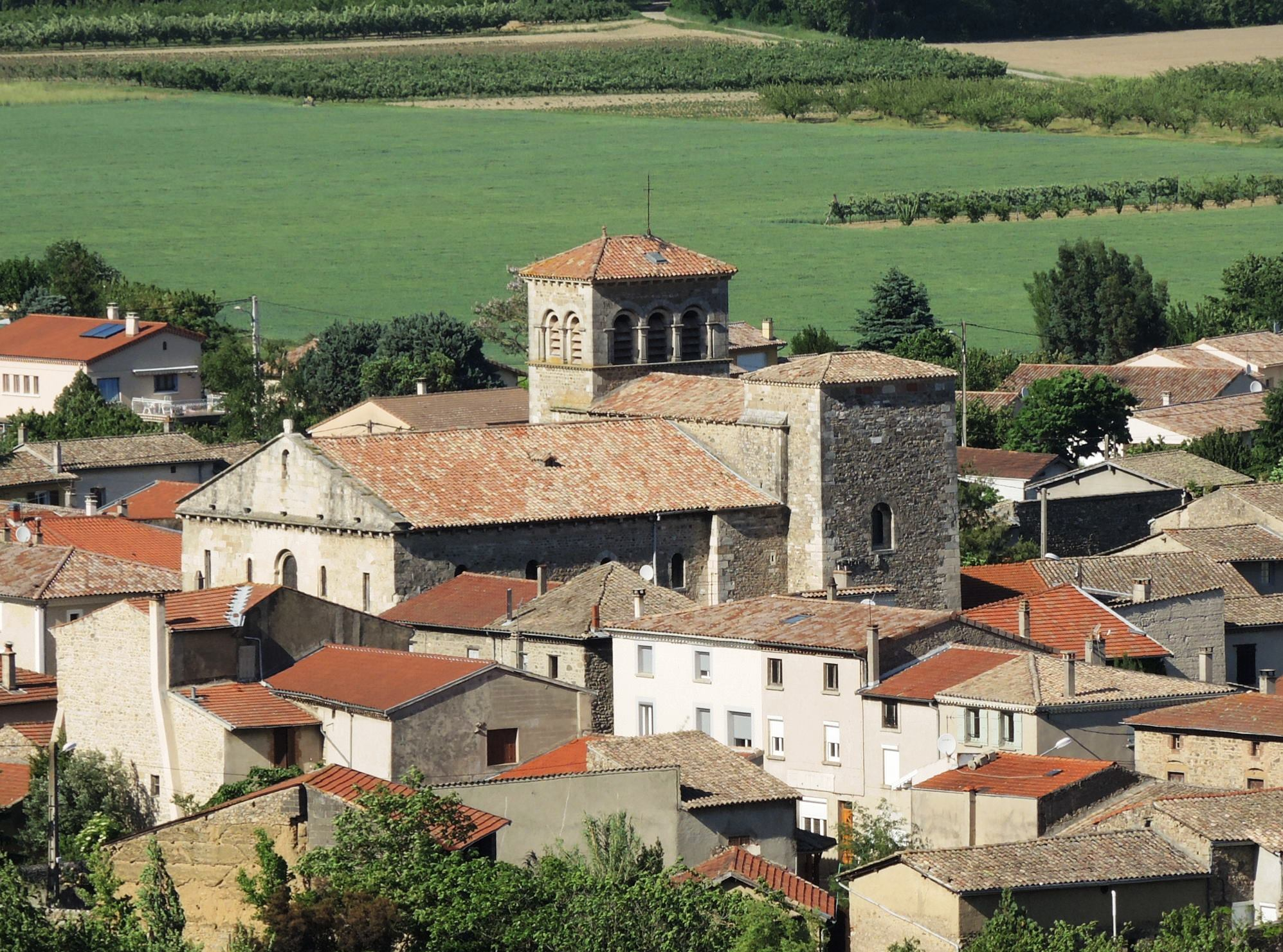
Une église romane du XIIe siècle bien conservée.

L'église date du XIIe siècle et a été classée monument historique en 1862. Elle est sans doute la résultante de la volonté des comtes d'Albon d'imposer un symbole fort sur leurs possessions de la rive droite du Rhône, avec l'aide probable d'une communauté de bénédictins.
L'édifice, construit sur un plan basilical, a été peu modifié par la suite et reste un excellent exemple de l'architecture de l'époque. Il se présente avec une allure générale défensive, prévue pour offrir peu de prises à des agresseurs. Chaque côté du transept est surmonté par une tour: celle du côté nord est entière, tandis que celle au sud a été démantelée en partie au XVIe siècle. L'église était entourée en plus par un rempart dont il reste comme vestiges à l'ouest une porte et une tour. À l'extérieur, les murs sont émaillés de personnages sculptés qui semblent être des pierres de réemploi. La façade a perdu son porche voûté en 1848 pour permettre l'élargissement de la route. Le portail d'entrée est surmonté d'un linteau et d'un tympan sculptés qui représentent, respectivement, la Cène et la Passion du Christ. Les deux autres portes latérales sont elles aussi surmontées par des linteaux sculptés : au nord, le Christ couronnant deux personnages ; au sud l'agneau pascal présenté par deux anges.
L'intérieur de l'église, à trois nefs, présente des proportions harmonieuses et une grande unité La nef principale est divisée en cinq travées, surmontée par les coupoles originales; elle est flanquée de bas-côtés éclairés par de grandes baies. Le transept est particulièrement bien éclairé. Le chœur, semi-circulaire, est séparé du déambulatoire par six colonnes. Deux petites chapelles ont été réalisées en hauteur, au niveau des tribunes. En 2000, du mobilier liturgique contemporain a été réalisé par le sculpteur français d'origine géorgienne Goudji : autel, tabernacle, croix et colombe au-dessus de l'autel, aigle sur l'ambon, armes de l'abbé sur le siège abbatial, cuve baptismale,.

#### Les berges du port
Les berges du Rhône ont été aménagées pour la détente, autour de l'ancienne pile du bac à traille, classée monument historique en 2006. Ce bac n’est pas mentionné dans les textes avant 1347, mais une transaction de 1255 entre le Dauphin comte d’Albon et le Prieur de Champagne sous-entend son existence. Il était particulièrement bien placé, à un endroit où la zone inondable est la plus étroite entre Andance et Serrières (300 m de large environ), entre deux berges relativement élevées.
Le bac de Champagne est resté propriété du comte archevêque de Vienne jusqu’en 1790, et comme la paroisse de Champagne s’étendait sur les deux rives du Rhône, ses habitants pouvaient utiliser le bac gratuitement. La présence du bac a valu à ce site l'appellation de « port ».
En 1816, la traversée était effectuée par un grand bac de 14 m de long et de 3,60 m de large, qui pouvait contenir 60 personnes. Le câble de la traille avait été élevé à 8,5 m au-dessus du fleuve. Deux mariniers assuraient le service pendant le temps des hautes eaux. Le bac a cessé de fonctionner à la suite d'un accident. Le 24 août 1896, le remorqueur « le Pilat » oublia de baisser sa cheminée au passage du bac et le choc renversa le pilier de la rive gauche. Celui de la rive droite a été conservé en souvenir patrimonial.
Autour de la pile, la berge a été aménagée afin de faire découvrir le fleuve, sa faune et sa flore. Une aire de repos et de pique-nique a été aménagée et éclairée. Des pontons offrent des points de vue sur le fleuve. Un parcours de santé a été créé. Des chemins de desserte agricole permettent de continuer à suivre le Rhône vers le nord jusqu'à Peyraud et Serrières.

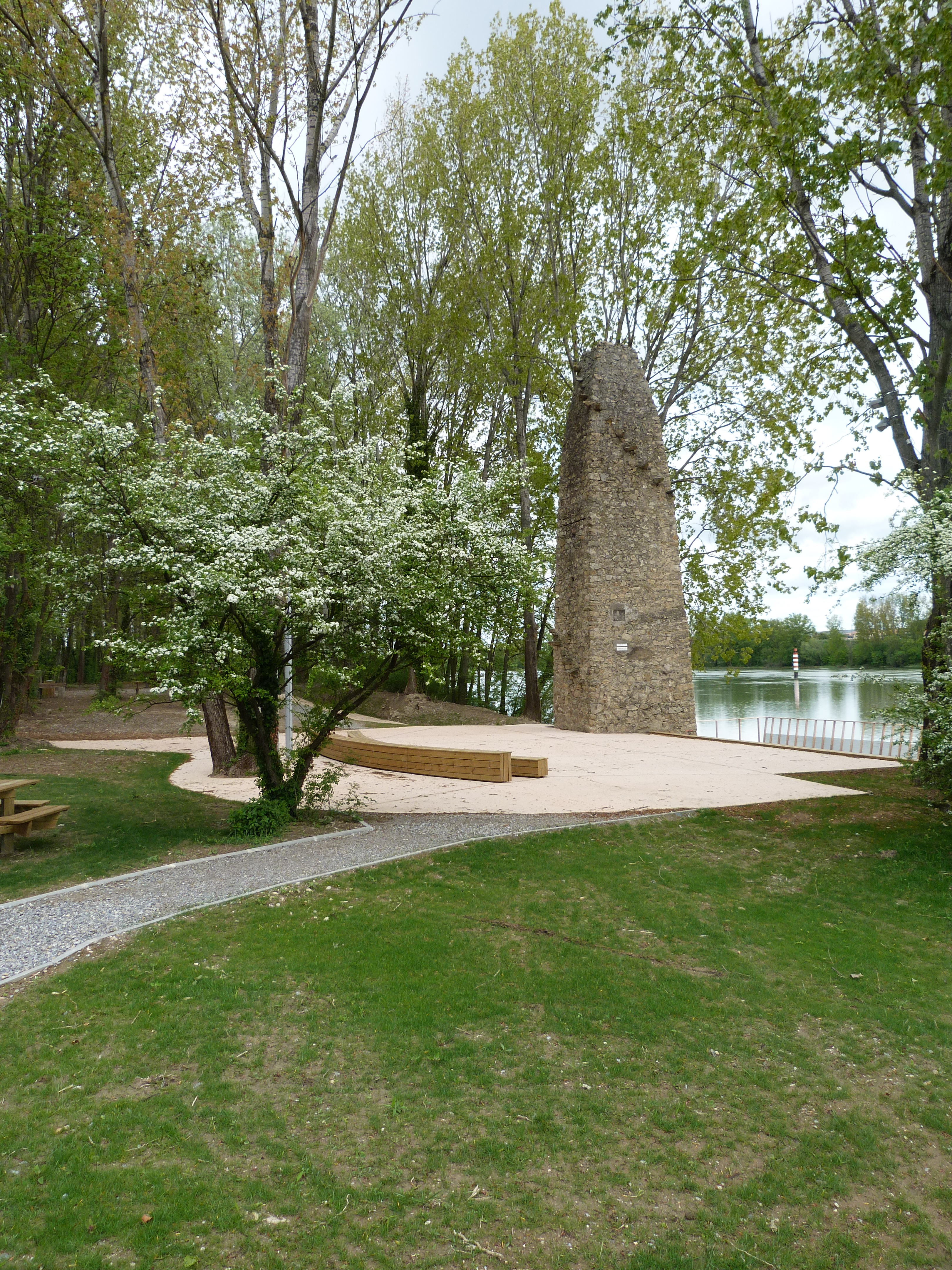
Les nouvelles berges du Rhône autour de la pile de l'ancien bac à traille.
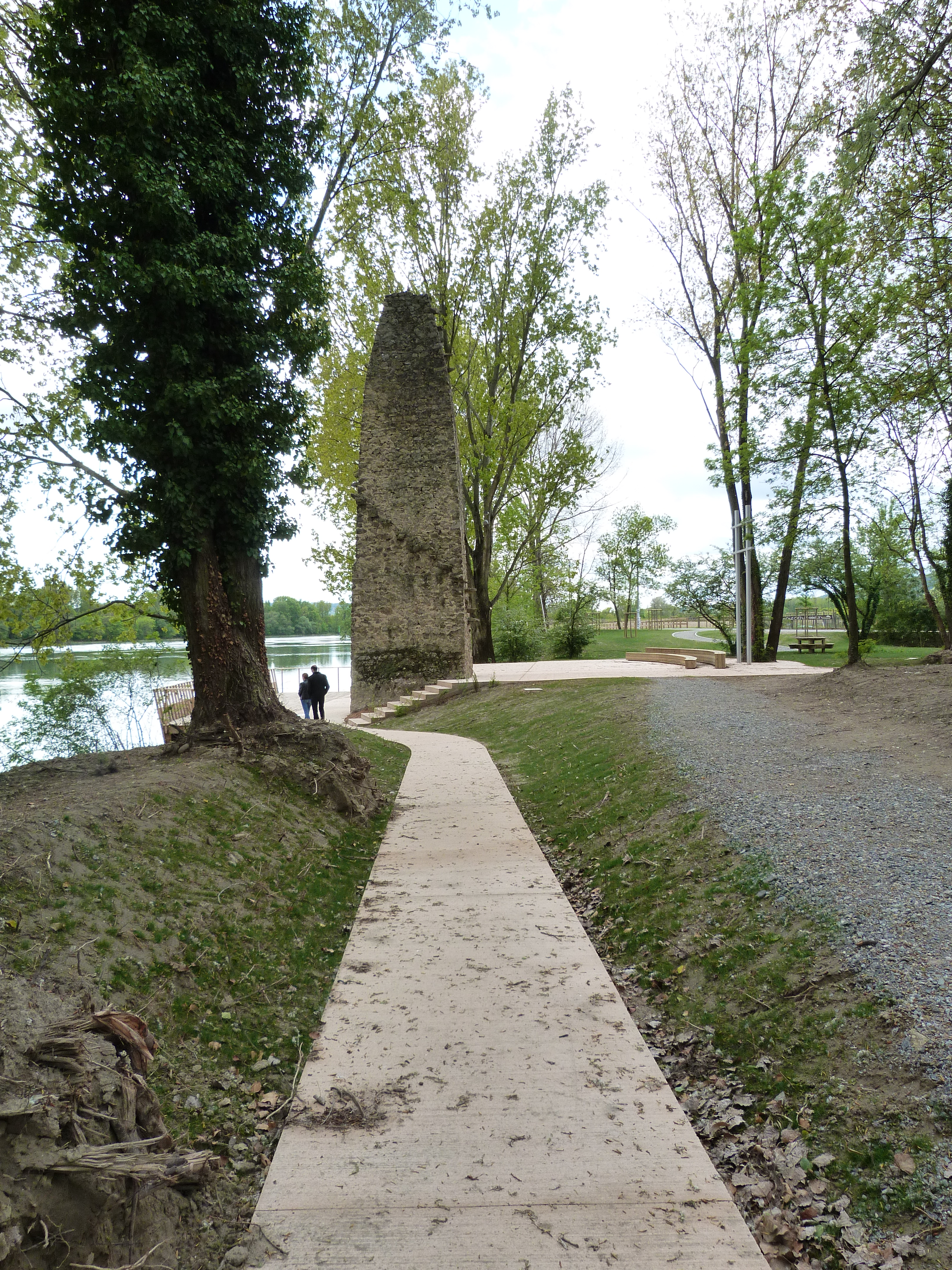
Les nouvelles berges du Rhône autour de la pile de l'ancien bac à traille.
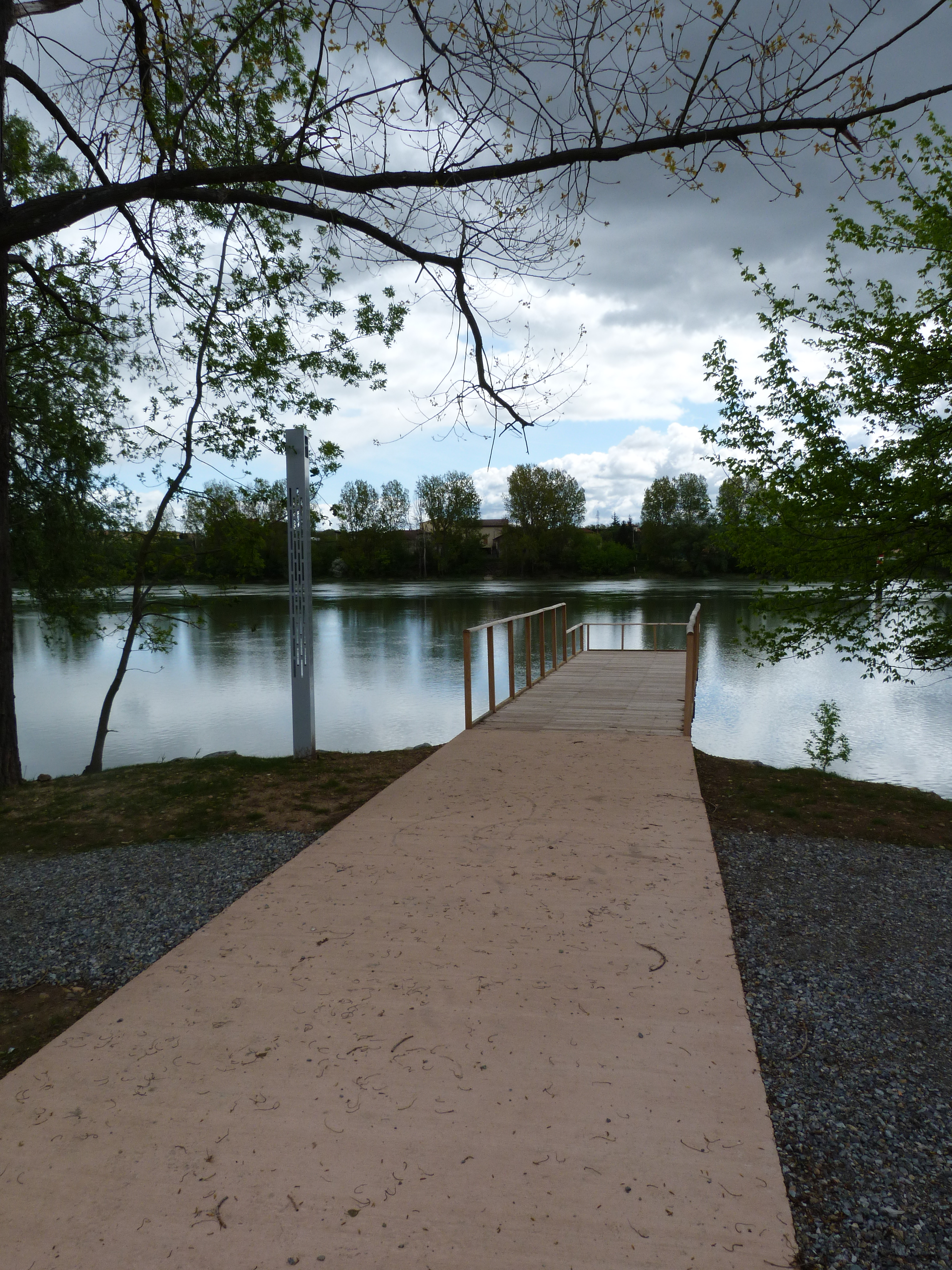
Les nouveaux aménagements des berges du Rhône.

#### Les chemins de l'Arborescence
Il s'agit d'une randonnée de huit kilomètres autour du village. Elle permet de découvrir le Rhône, ses berges et sa flore ; l'ancien chemin de fer qui reliait la vallée du Rhône à Annonay et Firminy ; le centre ancien du village, les derniers aménagements du village… Des panneaux explicatifs permettent de découvrir la commune de façon ludique et jalonnent le parcours avec des informations sur des monuments particuliers ou sur la faune et la flore locales. Le départ du parcours est prévu place de la Fontaine.

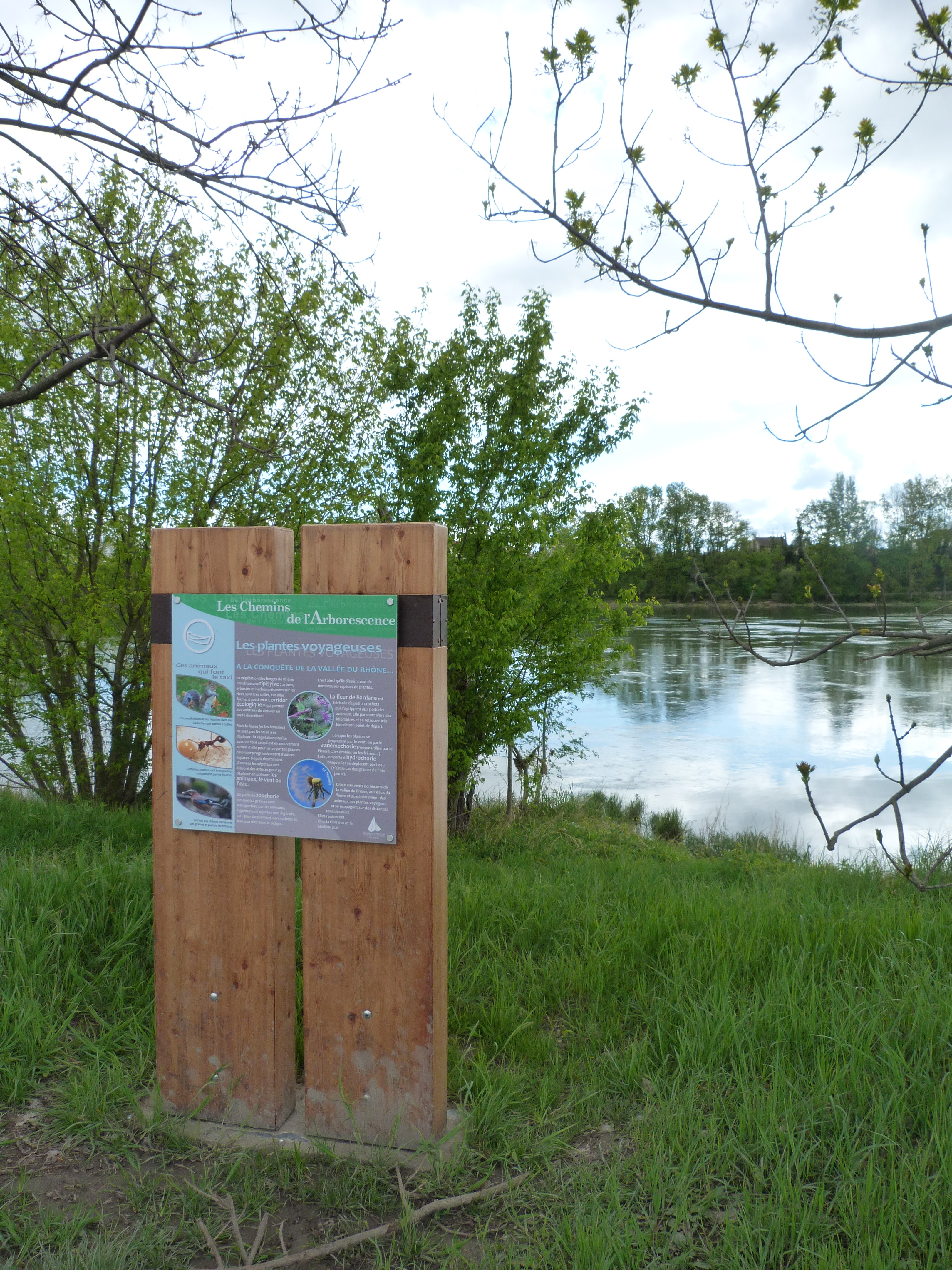
Les chemins de l'arborescence.
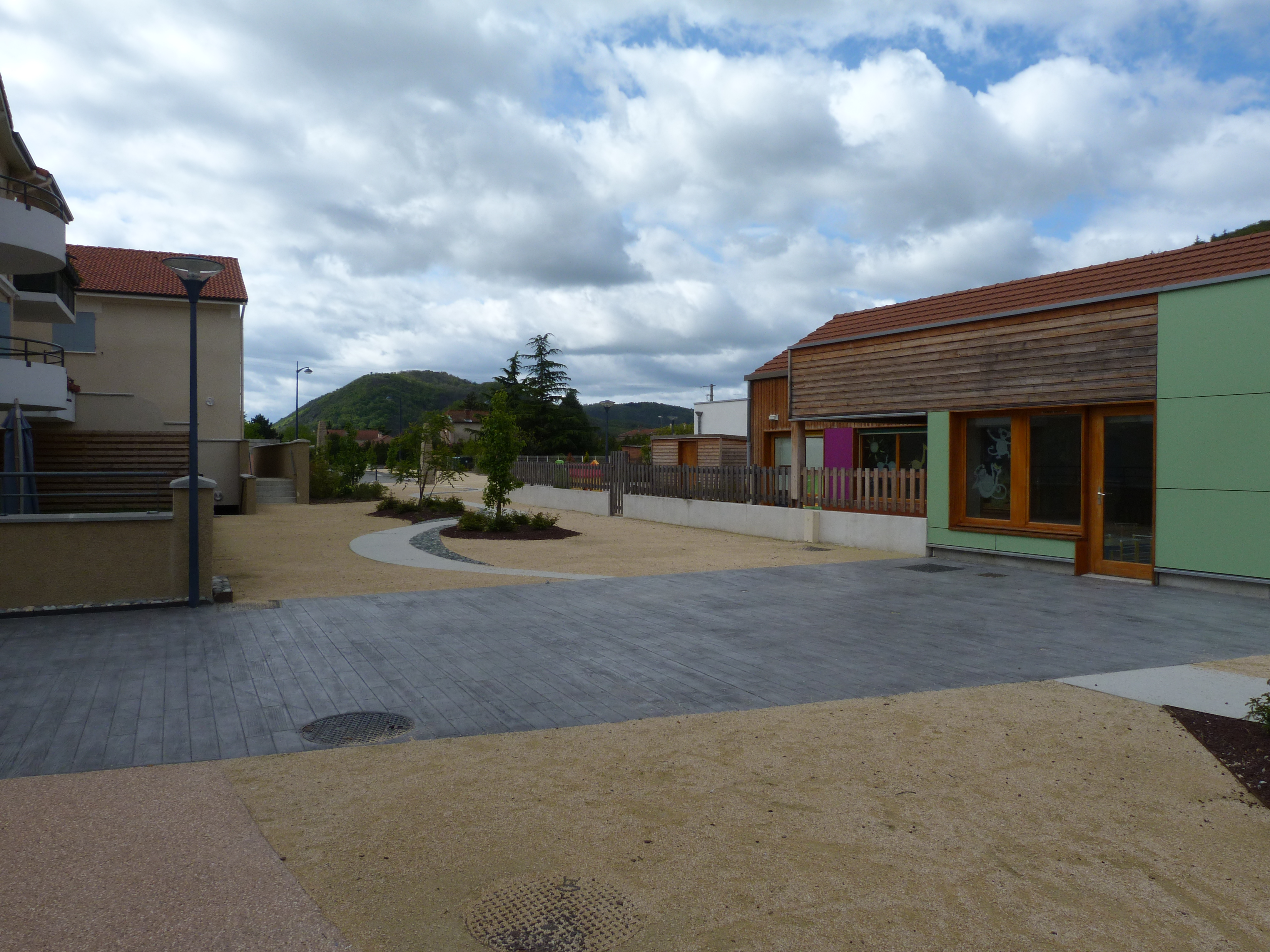
Place de la Fontaine.
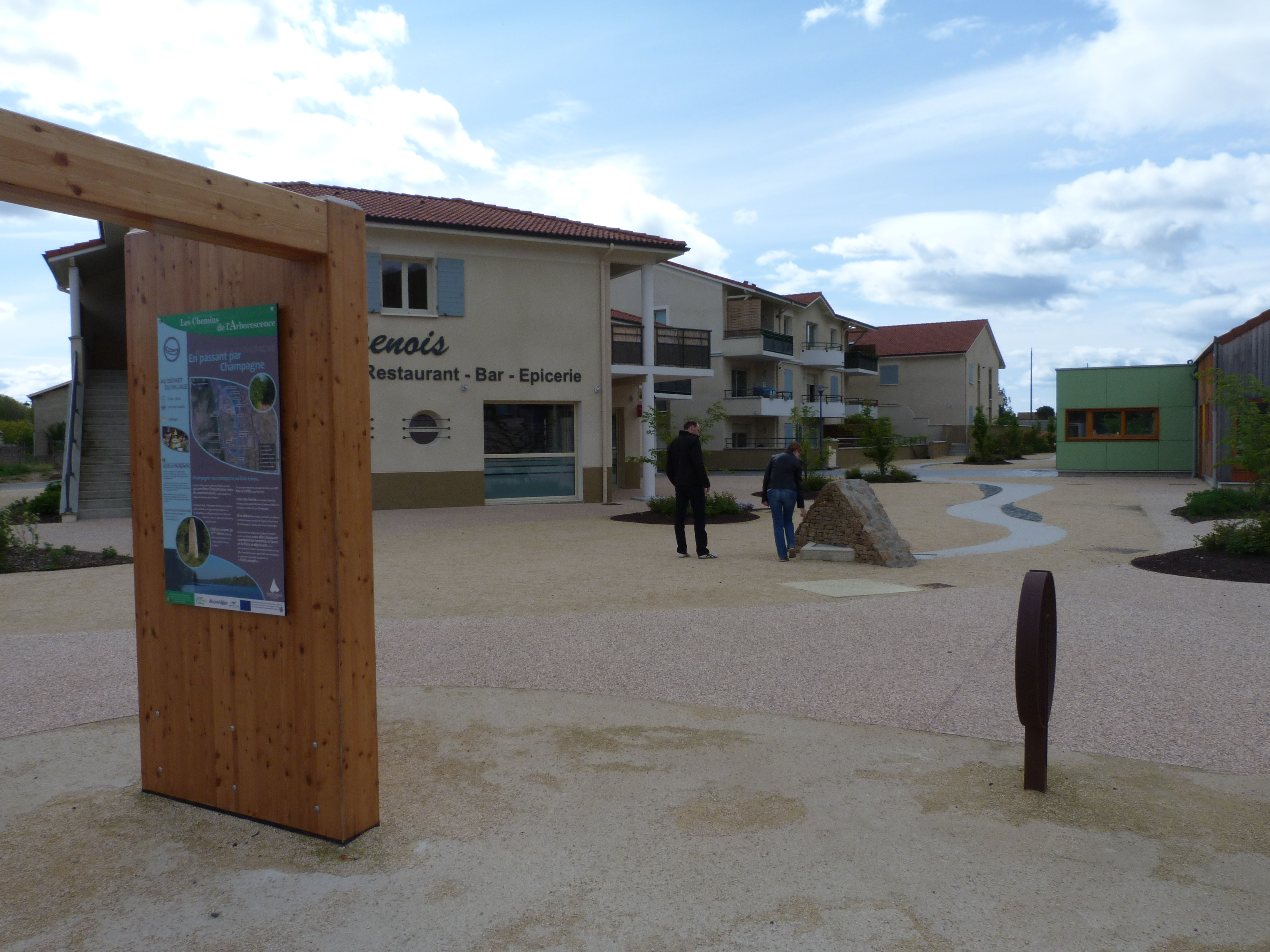
La place de la Fontaine.

#### Ancienne ligne de chemin de fer
L'ancienne ligne de chemin de fer qui reliait Firminy et Annonay à Saint-Rambert-d'Albon est devenue chemin de terre.

#### Stade de l'Abreuvoir
Le stade de l'Abreuvoir est l'hôte des matches de l'ASCSD (Association sportive Champagne Saint-Désirat). Le stade d'une capacité de 50 places (toutes debout, à la buvette) est réputé pour ses très festives 3e mi-temps et sa célèbre maxime : « À l'Abreuvoir, tu t'y noieras ».

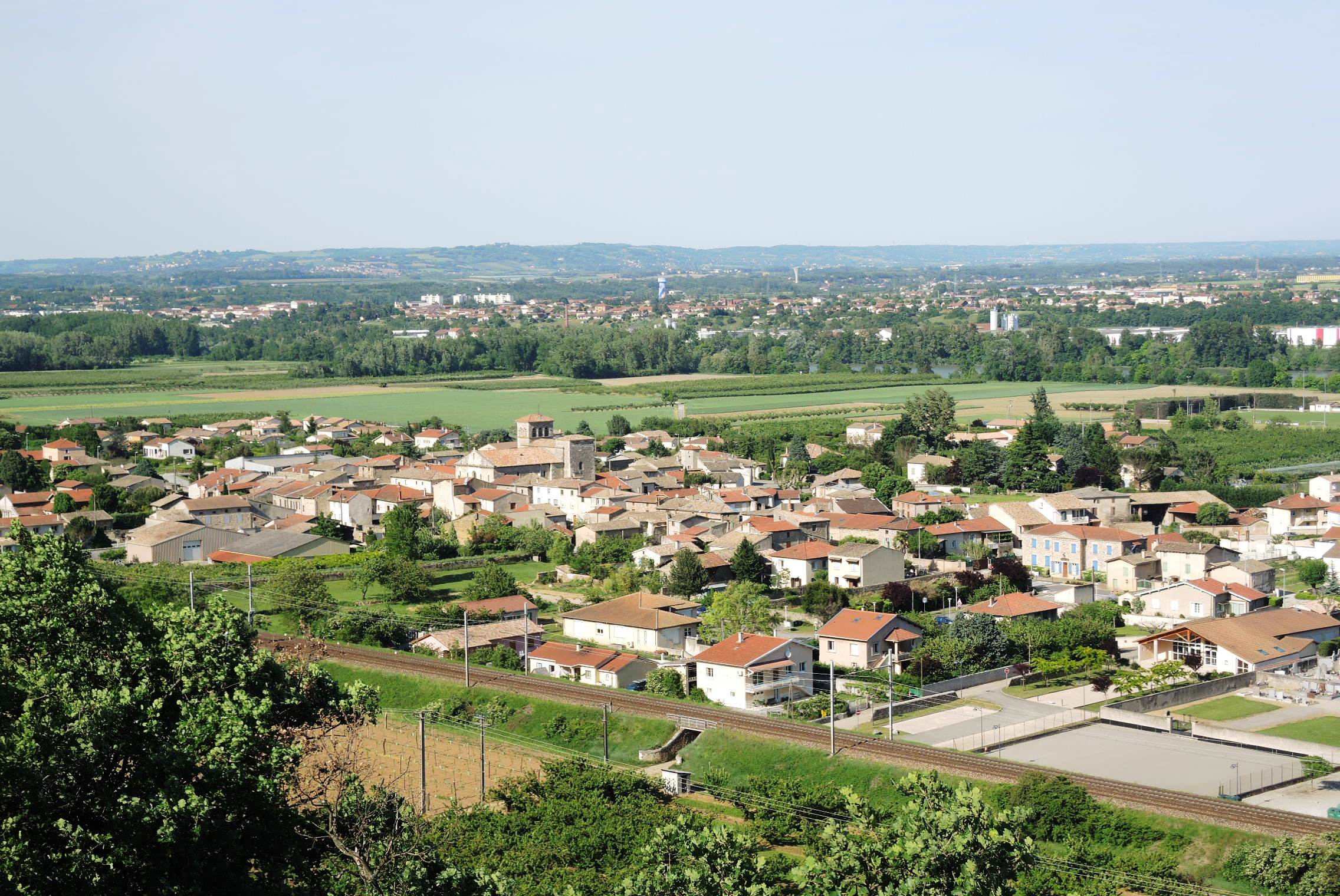
Vue générale du village.

### Personnalités liées à la commune
- Luc Ravel, évêque du diocèse aux armées françaises de 2009 à 2017 puis archevêque de Strasbourg de 2017 à 2023.
- Henri Brincard, évêque du Puy-en-Velay de 1988 à 2014.

### Héraldique
|  | Champagne (Ardèche) possède des armoiries dont l'origine et le blasonnement exact ne sont pas disponibles. |